# Mike Hardman
Michael "Mike" Hardman, född 5 februari 1999, är en amerikansk professionell ishockeyforward som spelar för Chicago Blackhawks i National Hockey League (NHL). Han har tidigare spelat för Boston College Eagles i National Collegiate Athletic Association (NCAA) och Des Moines Buccaneers i United States Hockey League (USHL).
Hardman blev aldrig NHL-draftad.

## Statistik
| 2013–2014   | Xaverian Hawks        |             | —  | 2  | 1  | 3  | —  | — | — | — | — | — |
| 2014–2015   | Xaverian Hawks        |             | —  | 6  | 8  | 14 | —  | — | — | — | — | — |
| 2015–2016   | Winchendon Wapitis    |             | 28 | 4  | 17 | 21 | —  | — | — | — | — | — |
|             | Cape Cod Whalers      |             | 12 | 5  | 6  | 11 | 21 | — | — | — | — | — |
| 2016–2017   | Winchendon Wapitis    |             | 28 | 24 | 30 | 54 | —  | — | — | — | — | — |
|             | Eastern Mass Senators |             | 14 | 8  | 10 | 18 | 6  | — | — | — | — | — |
| 2017–2018   | Des Moines Buccaneers | USHL        | 56 | 10 | 13 | 23 | 50 | — | — | — | — | — |
| 2018–2019   | West Kelowna Warriors | BCHL        | 58 | 39 | 33 | 72 | 16 | 4 | 2 | 0 | 2 | 2 |
| 2019–2020   | Boston College Eagles | NCAA        | 34 | 12 | 13 | 25 | 10 | — | — | — | — | — |
| 2020–2021   | Chicago Blackhawks    | NHL         | 1  | 0  | 0  | 0  | 0  | — | — | — | — | — |
|             | Boston College Eagles | NCAA        | 24 | 10 | 9  | 19 | 14 | — | — | — | — | — |
| NHL totalt  | NHL totalt            | NHL totalt  | 1  | 0  | 0  | 0  | 0  | — | — | — | — | — |
| NCAA totalt | NCAA totalt           | NCAA totalt | 58 | 22 | 22 | 44 | 24 | — | — | — | — | — |